# Dicaeum haematostictum
Dicaeum haematostictum е вид птица от семейство Dicaeidae. Видът е световно застрашен, със статут Уязвим.

## Разпространение
Видът е разпространен във Филипините.